# Какаси Хатакэ
Кака́си Хата́кэ (яп. はたけ カカシ Хатакэ Какаси, ромадзи: Kakashi Hatake) — персонаж манги, созданной Масаси Кисимото, и снятого по ней аниме-сериала. Впервые Какаси появляется в 3-й главе манги. Изначально Кисимото, по его собственным словам, планировал ввести этого персонажа в повествование раньше, но в итоге отложил его появление на более поздний срок, чтобы получить возможность развить характеры главных героев манги — Наруто Удзумаки, Сакуры Харуно и Саскэ Утихи.
Согласно сюжету, Какаси является одним из самых сильных ниндзя Конохи (деревни Скрытой Листвы), а также учителем и наставником команды № 7, состоящей из молодых ниндзя — Наруто, Саскэ и Сакуры. Вначале этот персонаж изображается бесстрастным и равнодушным, но по мере развития сюжета его преданность друзьям и ученикам становится всё более очевидной. Раскрывается и его прошлое: последние 6 глав первой части манги содержат ответвление сюжета, рассказывающее о детстве и юности Какаси (Какаси гайдэн). Кроме манги и аниме, Какаси появляется и в других произведениях, относящихся к миру «Наруто», включая три анимационных фильма, четыре OVA и некоторые видеоигры.
Среди отзывов рецензентов о Какаси встречаются как положительные, так и отрицательные. Критически настроенные обозреватели утверждают, что Какаси является стереотипно-загадочным и таинственным персонажем, какие во множестве встречаются в сёнэн-манге. С другой стороны, отмечается, что благодаря некоторым чертам характера он едва ли не более интересный герой, чем юные ниндзя, которых он обучает. Какаси весьма популярен среди читателей манги и стабильно занимает высокие места в рейтингах персонажей, подсчитываемых журналом Weekly Shonen Jump. Существуют брелоки для ключей и мягкие игрушки, изображающие этого персонажа.

## История создания
Изначально Масаси Кисимото планировал познакомить читателей с Какаси во второй главе манги, ещё до того, как в повествовании появились остальные участники команды № 7. В стартовой версии Какаси был задуман как опытный ниндзя, демонстрирующий показное равнодушие ко всему происходящему. Особенностью его речи был вежливый японский оборот «дэ годзару» (яп. で御座る), которым Какаси завершал свои фразы. Однако после разговора с редактором Кисимото отложил появление Какаси в манге и несколько изменил концепцию персонажа. Несмотря на изменения, Какаси в окончательной версии сохранил многие первоначальные черты характера: он беспечен, безучастен к действиям окружающих и вообще кажется полусонным. Кисимото считает, что такой характер делает Какаси бесспорным лидером и объединяет команду № 7, члены которой обладают совершенно различными способностями и стремлениями. Поскольку Какаси играет роль соединительного звена между главными героями, в рекламных материалах его редко изображают на первом плане: там обычно помещаются его ученики, а сам Какаси служит для них фоном.
Кисимото перебрал несколько вариантов имени для Какаси. Среди них были Кува (クワ, «мотыга»), Кама (カマ, «серп»), Ботан (ボタン, «пион»), Эноки (エノキ, «каменное дерево») и Какаси (カカシ, «пугало»). В конце концов Кисимото остановился на последнем, и, по его словам, не жалеет об этом. Значение имени Какаси обыгрывается в манге и аниме: время от времени для того, чтобы представлять Какаси, используется пугало. Так, Наруто готовится к тренировочному бою со своим учителем, используя пугало в одежде Какаси. Иногда пугала появляются в качестве фона для сцен с участием Какаси, к примеру, на обложке третьего тома манги.

## Описание персонажа

### Прошлое

Команда Минато Намикадзэ: молодые Рин Нохара, Обито Утиха и Какаси Хатакэ.

Прошлое Какаси никак не раскрывается на протяжении всей первой части манги. Только в конце этой части читатели из шести глав, известных под общим названием Какаси гайдэн, узнают о детстве и юности персонажа. Выясняется, что отец Какаси, Сакумо, уважаемый в селении Скрытой Листвы ниндзя, провалил очень важную миссию, чтобы спасти товарищей по команде. Последствия неудачной миссии оказались для деревни настолько серьёзными, что Сакумо Хатакэ, не выдержав давления односельчан, в том числе и спасённых им товарищей, покончил с собой. Сам Какаси, желая избежать бесчестья, к которому пришёл его отец, на заданиях строго и неумолимо следовал всем предписаниям ниндзя, особенно тому, в котором говорилось, что удачное выполнение миссии важнее жизней товарищей.
Позднее Какаси стал лидером команды ниндзя, в которой кроме него состояли Обито Утиха и Рин, а их учителем стал Минато Намикадзэ. Во время своего первого экзамена на получение звания тюнина, Какаси стал тюнином, одолев Майто Гая, а вскоре стал дзёнином. Вскоре после этого команда Какаси отправилась на задание, выполнение которого изменило бы ход шедшей в то время войны в выгодную Конохе сторону. Во время выполнения миссии Рин была схвачена врагами. Какаси решил оставить её в плену и довести миссию до успешного завершения, но Обито отказался подчиниться этому приказу и отправился выручать Рин в одиночку, заявив, что отец Какаси, спасший своих товарищей ценой проваленного задания, поступил правильно. После некоторых колебаний Какаси отправился вслед за Обито, догнал напарника и помог ему одолеть вражеского ниндзя, потеряв в схватке свой левый глаз. Растроганный и воодушевлённый поступком Какаси, Обито впервые активировал скрытую силу своих глаз — сяринган, и вместе они победили противника. Но, уже обнаружив Рин и готовясь вернуться назад, команда Какаси попала под вызванный врагами обвал, и Обито был придавлен камнем. Не сумев освободиться, Обито убедил друзей бежать без него, и в качестве прощального подарка попросил Рин, которая была медиком команды, пересадить Какаси вместо утраченного глаза свой собственный левый глаз. Оставив Обито погибать под продолжившимся обвалом, Какаси вместе с Рин сумел удачно завершить миссию, но всю жизнь сожалел о смерти друга.

### Характер
После смерти Обито Какаси сильно изменился и приобрёл некоторые черты характера и взгляды на мир, свойственные его бывшему напарнику. Он пополнил ряды АНБУ, через некоторое время став капитаном команды. У него сложились особые навыки. Особое внимание он начал уделять взаимопомощи и работе в команде. Перед тем, как создать команду № 7, Какаси предлагает Наруто, Саскэ и Сакуре задание, заключающееся в том, чтобы отнять у него два колокольчика. Юные и неопытные ниндзя способны пройти этот тест только благодаря командной работе, не думая о том, что кому-то одному колокольчика не достанется. На протяжении всей 1-й части манги Какаси продолжает настаивать на необходимости командной работы, особенно стараясь убедить в этом Саскэ Утиху, который из-за своего желания стать сильнее постепенно отходит от друзей и напарников. Хотя Какаси часто напоминает Саскэ о важности работы в команде и старается показать, что силу можно найти и в дружбе, ему не удаётся достучаться до Саскэ, который в конце концов покидает Коноху.
О своей частной жизни Какаси ученикам ничего не рассказывает, утверждая только, что у него есть занятия и мечты, о которых им знать неинтересно. Кроме того, он сообщает, что все дорогие ему люди уже мертвы. Известно, что Какаси в свободное время часто приходит к памятнику, где выгравированы имена погибших ниндзя, в частности, имя Обито Утихи. Находясь там, он теряет чувство времени и в результате постоянно опаздывает (ещё одна черта, позаимствованная у Обито). Нижнюю половину лица Какаси с детства прикрывает маской, и его внешность остаётся загадкой. Исходя из 101-й серии аниме, посвящённой попыткам команды № 7 узнать, что же Какаси скрывает под маской, можно предположить, что он весьма привлекателен: его внешность завораживает двух работников бара «Итираку Рамэн» (мужчину и женщину), когда он на некоторое время снимает маску, чтобы поесть. Помимо этого, в третьей официальной энциклопедии по миру «Наруто» присутствует эпизод, где восемь собак, которых способен призывать Какаси, стараются припомнить, как выглядит их хозяин, причём каждая описывает его лицо по-разному. Когда же они приходят к согласию по поводу внешности Какаси, то понимают, что получившееся описание абсолютно неверно. Позже выясняется, что Какаси является копией своего отца, который был легендарным воином-Белый Клык.
Любимым развлечением Какаси, которое он не считает нужным скрывать даже от своих учеников, является чтение серии популярных в мире «Наруто» эротических романов под названием «Райские игры» (яп. イチャイチャパラダイス Итя-итя парадайсу), автором которых, согласно сюжету, является ниндзя-отшельник Дзирайя. Масаси Кисимото, будучи спрошен о конкретном содержании этих книг, заявил, что основная масса читателей «Наруто» недостаточно взрослая, чтобы раскрыть такие подробности. Какаси обычно читает одну из своих книг, когда окружающая обстановка не требует от него полного сосредоточения, например, во время первых тренировок и разговоров с командой № 7. Зная о пристрастии своего учителя, Наруто однажды на тренировке пригрозил рассказать тому концовку последней книги и таким образом испортить всё чтение. Какаси был вынужден поспешно закрыть глаза и заткнуть уши, чтобы не узнать концовку раньше времени, из-за чего остался беззащитным.

### Боевые навыки

Мангэкё сяринган даёт Какаси дополнительные возможности в бою.

Основой практически всех способностей Какаси является глаз-сяринган, полученный от Обито, когда его один глаз придавило большим камнем на задании, он отдал Какаси второй глаз, ибо выжить у него шансов не было. Однако он выжил, за счет Мадары, который спас его. Сяринган даёт своему обладателю преимущество в бою, позволяя копировать движения и дзюцу (техники) противника и обращать их против него. С помощью сярингана Какаси смог скопировать и запомнить более тысячи техник, получив прозвище «Копирующий ниндзя Какаси» (яп. コピー忍者のカカシ Копи: ниндзя но Какаси). Из-за того, что Какаси не является наследником клана Утиха, его тело не может на протяжении длительного времени переносить силу сярингана, который к тому же постоянно находится в активном состоянии. В мирное время Какаси вынужден закрывать его повязкой, чтобы не расходовать силы. Ко времени событий, описываемых во 2-й части манги, Какаси неизвестным образом развивает усовершенствованную версию сярингана — мангэкё сяринган, дающий владельцу возможность использовать технику «Камуи» (яп. 神威, «власть бога»), которая, будучи направлена на любой предмет, отправляет его в другое измерение. Эта техника ему здорово помогла в бою против Обито и Мадары. Но после использования этой техники Какаси нуждается в продолжительном отдыхе, и поэтому избегает применять её, кроме случаев крайней необходимости.
Несмотря на то, что практически все свои приёмы Какаси выучил благодаря сярингану, у него есть две собственных техники. Так, в юности он придумал дзюцу «Лезвие молний» (яп. 雷切 Райкири), скопление чакры (энергии) в ладони, которая преобразовывается в электричество. Бросаясь на врага и пронзая его «Лезвием молнии», Какаси способен убить человека с одного удара. Этой техники, он научил Саскэ, которую он называет «чидори». Но поскольку при использовании этой техники наблюдалось резкое сужение поля зрения, что позволяло врагу контратаковать, Какаси не мог эффективно применять «Лезвие молнии» до тех пор, пока не приобрёл сяринган. Во 2-й части манги Какаси демонстрирует и другие дзюцу, основанные на использовании молнии, например, создание собственного клона, способного парализовать дотрагивающихся до него людей и действовать вместо хозяина (хотя неясно, принадлежит ли эта техника самому Какаси, или он её скопировал). Второй уникальной его способностью является возможность призывать стаю из восьми собак (яп. 忍犬 Нинкэн), умеющих разговаривать и обладающими отличным навыком слежки. Предположительно, Какаси заботился о них с давнего времени, когда они ещё были щенками. Собак он использует, чтобы выслеживать противников или удерживать их на одном месте до своего прибытия. Поскольку Какаси — опытный ниндзя, способный использовать самые разнообразные техники, он был кандидатом на должность шестого хокагэ (старосты селения). Впоследствии эту кандидатуру поддержали главы и остальных селений.

## Краткий обзор сюжета
Основная роль Какаси в повествовании заключается в том, что он обучает участников команды № 7 искусству ниндзя и сопровождает их на задания. Он является первым человеком, который заметил колоссальные скрытые возможности Наруто, понимая, что однажды он может превзойти учителя. На протяжении 1-й части манги Какаси проявляет особый интерес к Саскэ Утихе (члену того же клана, что и Обито Утиха), которого тренирует отдельно, пытаясь оттолкнуть его от Оротимару, врага Конохи. Он учит Саскэ «Лезвию молнии» и объясняет, что эта сильная техника не должна быть использована против друзей и для любых личных целей. Однако усилия Какаси напрасны: в конце 1-й части Саскэ покидает Коноху, отправляясь к Оротимару. Наруто и Сакура тоже оставляют Какаси, уходя к другим наставникам: таким образом, пути всех членов команды № 7 расходятся.
Во 2-й части, два с половиной года спустя после описанных событий, Какаси воссоздаёт команду № 7: в неё входят Сай, Ямато, Наруто и Сакура которые, однако, больше не являются его учениками и действуют с ним наравне. С новой командой Какаси пытается найти и вернуть Саскэ, но эти попытки так и не увенчиваются успехом. Поскольку бывшие ученики Какаси становятся более опытными и могут сами о себе позаботиться, он начинает принимать всё более активное участие в битвах с врагами, в особенности с криминальной организацией под названием Акацуки. Когда Пэйн, лидер Акацуки, вторгается в Коноху, Какаси вступает с ним в бой. Однако Пэйну удаётся взять вверх. Какаси использует Камуи, дабы спасти Тёдзиро, чтобы тот успел донести важную информацию о силе Пэйна Цунаде, и тратит остатки чакры, зная, что это его убьёт. Между загробным и реальным миром Какаси встречается с отцом и прощает его: тот принял наилучшее решение в сложившихся обстоятельствах и сделал это для того, чтобы защитить жителей деревни, поэтому Какаси им гордится. Однако затем Нагато возвращает его к жизни. В результате битвы с Пэйном Коноха теряет правителя: Хокагэ лежит в коме. В деревне нарастает хаос, над ней и другими селениями нависает угроза мировой войны. Какаси, выбранный членом альянса пяти деревень ниндзя, едва не становится Шестым Хокагэ, однако, перед его официальным назначением Тсунаде приходит в себя. Во время Четвёртой мировой войны синоби сражался с воскрешённым Дзабузой и одолел его. Чуть позже, вместе с Гаем, прибывает на помощь Наруто и Киллеру Би, против Тоби и воскрешённых Дзинтюрики. После победы над Кагуей и окончания войны, стал Шестым Хокагэ. Спустя несколько лет подал в отставку, его преемником на этом посту стал Наруто Удзумаки.

## Упоминания в других произведениях

Какаси (слева) против Саскэ Утихи в игре Naruto: Ultimate Ninja 2.

Кроме манги и аниме, Какаси появляется и в других произведениях, относящихся к миру «Наруто», в частности, трёх анимационных фильмах из пяти. В первом из них он побеждает ниндзя по имени Надарэ Рога, члена банды, похитившей законную правительницу Страны Снегов. В третьем фильме Какаси сражается с солдатами министра-предателя, обманом захватившего власть в Стране Луны, а в четвёртом — вступает в бой с каменными солдатами, оживлёнными силой демона Морё. Кроме того, Какаси присутствует во всех четырёх OVA: в первой — помогает Наруто и Конохамару, внуку третьего хокагэ, найти четырёхлистный клевер, во второй — отправляется вместе со своей командой на задание по сопровождению в родную деревню главы Селения Водопадов, в короткой десятиминутной третьей — присутствует в качестве эпизодического персонажа, а в четвёртой — участвует в спортивном фестивале ниндзя.
Практически во всех видеоиграх по «Наруто», включая серии Ultimate Ninja и Clash of Ninja, Какаси является одним из доступных персонажей, за которого можно играть. В некоторых играх он изображён одетым в костюм АНБУ (специальной конохской полиции, где Какаси, по сюжету, некоторое время работал), в других у него есть возможность использовать в бою сяринган, причём зачастую версия Какаси с такой способностью является отдельным персонажем, не имеющим отношения к «обычному». Naruto Shippūden: Gekitou Ninja Taisen EX стала первой игрой, поставленной по 2-й части манги, где появляется Какаси. Второй такой игрой была Naruto Shippūden: Narutimate Accel.

## Реакция критиков
В официальных рейтингах популярности журнала «Shonen Jump» Какаси каждый раз оказывался в пятёрке наиболее популярных персонажей, несколько раз занимая первое место. В самом последнем рейтинге (от 2006 года) он занял вторую позицию, проиграв только Саскэ Утихе. Дэйв Уиттенберг (англ. Dave Wittenberg), актёр, который озвучивает Какаси в американской версии аниме, в интервью отмечал, что ощущает себя похожим на этого персонажа, потому что имеет привычку держать один глаз закрытым и сильно раздражается, когда его прерывают во время чтения. Уиттенберг добавил, что больше всего ему нравится манера общения Какаси с учениками, где тот проявляет себя как очень приятный человек. В Японии производятся разнообразные продукты, изображающие Какаси, включая мягкие игрушки, брелоки и статуэтки, выпущенные ограниченным тиражом.
Несколько интернет-порталов, посвящённых манге, аниме, видеоиграм и другой подобной продукции, опубликовали рецензии, содержавшие критику персонажа. Так, обозреватели от IGN.com отметили двойственность личности Какаси, предельно серьёзного в бою и расслабленного, апатичного в отношениях с учениками, хотя и признали, что он является одним из самых популярных (в том числе для косплея) героев «Наруто». Рецензия на сайте T.H.E.M. Anime Reviews высмеяла стереотипную таинственность и скрытность Какаси, указав, что в сёнэн-манге и без него встречается огромное количество подобных персонажей, но упомянула о том, что он намного интереснее, чем тройка главных героев, и с учётом этого предложила переименовать аниме из «Наруто» в «Какаси».